# Adrián Fernández
José Adrián Fernández Mier (ur. 20 kwietnia 1963 w Meksyku) – meksykański kierowca wyścigowy. Właściciel zespołu Fernandez Racing.

## Kariera
Fernández rozpoczął karierę w międzynarodowych wyścigach samochodowych w 1981 roku od startów w 24 Hours of Mexico. W późniejszych latach Meksykanin pojawiał się także w stawce Holenderskiej Formuły Ford 1600, Brytyjskiej Formuły Ford 1600, Brytyjskiej Formuły 3, Meksykańskiej Formuły 3, Indy Lights, Champ Car, International Race Of Champions, Indy Car, NASCAR Busch Series, Grand American Rolex Series, 24-godzinnego wyścigu Le Mans, American Le Mans Series, NASCAR Nationwide Series, Le Mans Series, Intercontinental Le Mans Cup oraz FIA World Endurance Championship.

## Wyniki w 24h Le Mans
| Rok  | Zespół                           | Partnerzy                   | Samochód                 | Klasa   | Okr. | Poz. | Klasa Pos. |
| ---- | -------------------------------- | --------------------------- | ------------------------ | ------- | ---- | ---- | ---------- |
| 2007 | Barazi-Epsilon Zytek Engineering | Haruki Kurosawa Robbie Kerr | Zytek 07S/2              | LMP2    | 301  | 27   | 2          |
| 2010 | Aston Martin Racing              | Harold Primat Stefan Mücke  | Lola-Aston Martin B09/60 | LMP1    | 365  | 6    | 5          |
| 2011 | Aston Martin Racing              | Harold Primat Andy Meyrick  | Aston Martin AMR-One     | LMP1    | 2    | NU   | NU         |
| 2012 | Aston Martin Racing              | Stefan Mücke Darren Turner  | Aston Martin Vantage GTE | GTE Pro | 332  | 19   | 3          |